# Менхеперрасенеб II
Менхеперрасенеб II (*XV ст. до н. е. ) — давньоєгипетський політичний діяч XVIII династії, верховний жрець Амона у Фівах за правління фараонів Тутмоса III і Аменхотепа II. Ім'я перекладається як «Менхеперра живий та здоровий».

## Життєпис
Походив зі знатного роду. Син місцевого аристократа Хепу та Тайунет, няньки фараонових дітей. Про народження та навчання нічого невідомого. Напевне кар'єрі сприяв стрийко Менхеперрасенеб I, верховний жрець Амона. За часів правління фараона Тутмоса III стає Другим жерцем Амона. Після смерті стрийка стає новим великим жерцем Амона. Обіймав посаду наприкінці правління Тутмоса III та на початку правління фараона Аменхотепа II.
Поховано в гробниці ТТ112 (сьогодні некрополь Шейх Абд ель-Курна, відомий як Долина знаті).